# Sida (planta)
Sida  es un género de 125 a 150 especies de herbáceas o subarbustos  de la  familia de las malváceas. Tiene distribución cosmopolita, mayormente en trópicos y subtrópicos, aunque algunas especies se extienden en regiones templadas.

## Descripción
Son hierbas perennes o sufrútices, erectas o postradas, glabras o pubescentes, a veces víscidas. Hojas ovadas, a veces lobadas, elípticas, rómbicas o lineares, generalmente dentadas. Inflorescencias terminales densas o abiertas, glomérulos axilares, o las flores solitarias en las axilas de las hojas, pedicelos desde más cortos hasta mucho más largos que el cáliz; calículo ausente; cáliz gamosépalo, 5-lobado, muchas veces 10-acostillado en la base; pétalos blancos, amarillos, anaranjados, rosados o morados, a veces con el centro rojo. Frutos esquizocárpicos, glabros o pubescentes, carpidios 5–14, en general lateralmente reticulados, no dehiscentes en la base, con pared dorsal bien desarrollada, apicalmente dehiscentes, muchas veces con 2 espinas; semilla 1 por carpidio, glabra.

## Propiedades
Las especies del género Sida tienen alcaloides como la quindolina y la criptolepina.

## Ecología
Las especies de Sida son comidas por larvas de algunas especies de lepidópteros como Chionodes mariona.

## Taxonomía
El género fue descrito por Carlos Linneo y publicado en Species Plantarum 2: 683–686. 1753. La especie tipo es: Sida alnifolia L.
Etimología
Sida: nombre genérico que  fue adoptado por Carlos Linneo de los escritos de Teofrasto, que lo usaba para el nenúfar blanco europeo, Nymphaea alba.

## Especies seleccionadas
- Sida acuta –
- Sida antillensis
- Sida cardiophylla (Benth.) F.Muell.
- Sida carpinifolia
- Sida ciliaris
- Sida cleisocalyx F.Muell.
- Sida clementii Domin
- Sida cordifolia – bala, ‘ilima
- Sida cryphiopetala F.Muell.
- Sida echinocarpa F.Muell.
- Sida fallax – yellow ʻilima
- Sida hederifolia Cav. - hiedra terrestre de Cuba[4]
- Sida intricata F.Muell.
- Sida kingii F.Muell.
- Sida hermaphrodita –
- Sida nesogena
- Sida phaeotricha F.Muell.
- Sida physocalyx F.Muell.
- Sida santaremensis
- Sida spenceriana F.Muell.
- Sida pusilla
- Sida rhombifolia
- Sida trichopoda F.Muell.
- Sida troyana